# Book of the SubGenius
The Book of the SubGenius: Being the Divine Wisdom, Guidance, and Prophecy of J.R. "Bob" Dobbs, High Epopt of the Church of the SubGenius, Here Inscribed for the Salvation of Future Generations and in the Hope that Slack May Someday Reign on This Earth (tạm dịch: Sách SubGenius - Trí tuệ, sự chỉ dẫn và lời tiên tri thiêng liêng của J.R. "Bob" Dobbs, Epopt cấp cao của Giáo hội SubGenius, được ghi ở đây để cứu rỗi các thế hệ tương lai và với hy vọng rằng một ngày nào đó Slack có thể ngự trị trên Trái Đất này; ISBN 0-671-63810-6) được xem là bộ "Kinh Thánh" của Giáo hội SubGenius. 
Nó được biên soạn từ ấn phẩm zine đang được xuất bản của Giáo hội có nhan đề The Stark Fist of Removal. Nó thường được đặt trong mục hài hước của hầu hết các hiệu sách, mặc dù một số Thành viên SubGenius được phép xếp bộ sách này vào mục tôn giáo.
Cuốn sách này từng được ít nhất hai nhà xuất bản riêng biệt tái bản nhiều lần. Ấn bản gốc do hãng McGraw-Hill xuất bản vào năm 1983, trong khi việc tái phát hành cuốn sách (với hình minh họa bìa hiện tại) vào năm 1987 là do ấn hiệu Fireside Books của nhà xuất bản Simon & Schuster thực hiện (ISBN 0-671-63810-6, "ấn bản Fireside thứ nhất").